# Before the Dawn Heals Us
Before the Dawn Heals Us (en español "Antes De Que El Amanecer Nos Cure") es el tercer álbum de estudio del grupo electrónico francés M83, lanzado en enero de 2005 con críticas positivas. El álbum fue lanzado en el sello Gooom en Europa y en el sello Mute en los Estados Unidos. Fue el primer álbum de M83 tras la salida del miembro fundador Nicolas Fromageau.  Before the Dawn Heals Us también fue elegida como una de las 100 mejores selecciones del editor de Amazon.com de 2005.
La pista "Moon Child" apareció en el programa de televisión Top Gear en el episodio 6 de la serie 6 en 2005. La pista "Teen Angst" apareció en los avances de la película de 2006 A Scanner Darkly . La pista " Lower Your Eyelids to Die with the Sun " apareció en el documental de 2008 Britney: For the Record , y también apareció como pista de acompañamiento para la secuencia de introducción de la película de skate de larga duración Fully Flared . La canción "I Guess I'm Floating" apareció en la película Broken English . También apareció en la banda sonora de la película Like Crazy.. La pista "Asterisk" se usó en un anuncio de Red Bull de 2011 con el snowboarder Travis Rice . También se usó en el manifiesto de conducción de bicicletas de pista urbana de 2006 de Gabe Morford y Mike Martin MASH SF .
El horizonte de la ciudad que aparece en la portada del álbum es Bangkok, Tailandia.
A partir de 2005, el álbum ha enviado más de 30.000 copias a las tiendas de discos en los Estados Unidos.

## Lista de canciones
| Lista de canciones de Before the Dawn Heals Us |                                          |          |  |
| N.º                                            | Título                                   | Duración |  |
| 1.                                             | «Moon Child»                             | 4:40     |  |
| 2.                                             | «Don't Save Us from the Flames»          | 4:17     |  |
| 3.                                             | «In the Cold I'm Standing»               | 4:10     |  |
| 4.                                             | «Farewell / Goodbye»                     | 5:34     |  |
| 5.                                             | «Fields, Shorelines and Hunters»         | 2:32     |  |
| 6.                                             | «*»                                      | 2:44     |  |
| 7.                                             | «I Guess I'm Floating»                   | 2:01     |  |
| 8.                                             | «Teen Angst»                             | 5:04     |  |
| 9.                                             | «Can't Stop»                             | 2:22     |  |
| 10.                                            | «Safe»                                   | 4:55     |  |
| 11.                                            | «Let Men Burn Stars»                     | 1:59     |  |
| 12.                                            | «Car Chase Terror!»                      | 3:47     |  |
| 13.                                            | «Slight Night Shiver»                    | 2:12     |  |
| 14.                                            | «A Guitar and a Heart»                   | 4:48     |  |
| 15.                                            | «Lower Your Eyelids to Die with the Sun» | 10:41    |  |